# The Boy from New York City
"The Boy from New York City" é uma canção originalmente gravada pelo grupo soul americano The Ad Libs, lançada como seu primeiro single em 1964. Produzido por Jerry Leiber e Mike Stoller, a canção alcançou a 8ª posição no ranking da Billboard Hot 100 no dia 27 de fevereiro de 1965. Embora o grupo continuasse a gravar muitos outros singles, eles nunca repetiriam o sucesso de "The Boy from New York City".

## Versões
A canção foi mais tarde interpretada por Darts e The Manhattan Transfer, ambas versões se tornando hits no Reino Unido e nos Estados Unidos, respectivamente. A versão dos Darts alcançou o 2º lugar no UK Singles Chart em maio de 1978, enquanto a versão de The Manhattan Transfer alcançou o 7º lugar na Billboard Hot 100 em agosto de 1981. A música também inspirou uma canção dos The Beach Boys, "The Girl from New York City", do álbum Summer Days (And Summer Nights!!), de 1965.  A versão dos The Manhattan Transfer foi usada pelo lutador James Harold Fanning como sua música tema durante sua premiação com as promoções de Jim Crockett nos anos 80.

## Desempenho nas tabelas musicais

### The Ad Libs
| Tabela musical (1965) | Melhor posição |
| --------------------- | -------------- |
| Billboard Hot 100     | 8              |
| Cash Box Top 100      | 10             |

| Tabela musical (1965) | Melhor posição |
| --------------------- | -------------- |
| Billboard Hot 100     | 98             |

### Darts
| Tabela musical (1978) | Melhor posição |
| --------------------- | -------------- |
| Irlanda (IRMA)        | 3              |
| Inglaterra            | 2              |

| Tabela musical (1978) | Melhor posição |
| --------------------- | -------------- |
| Inglaterra            | 35             |

### The Manhattan Transfer
| Tabela musical (1981)        | Melhor posição |
| ---------------------------- | -------------- |
| KMR                          | 36             |
| RPM Top Singles              | 8              |
| Recorded Music NZ            | 2              |
| Switzerland                  | 3              |
| Billboard Hot 100            | 7              |
| Billboard Adult Contemporary | 4              |
| Cash Box Top 100             | 8              |

| Tabela musical (1981) | Melhor posição |
| --------------------- | -------------- |
| Canadá                | 60             |
| Nova Zelândia         | 28             |
| Suíça                 | 19             |
| Billboard Hot 100     | 36             |
| Cash Box              | 49             |

## Faixas
| N.º | Título                       | Duração |  |
| 1.  | "The Boy from New York City" | 2:50    |  |
| 2.  | "Kicked Around"              | 1:47    |  |